# فیلیپ اسپیتا

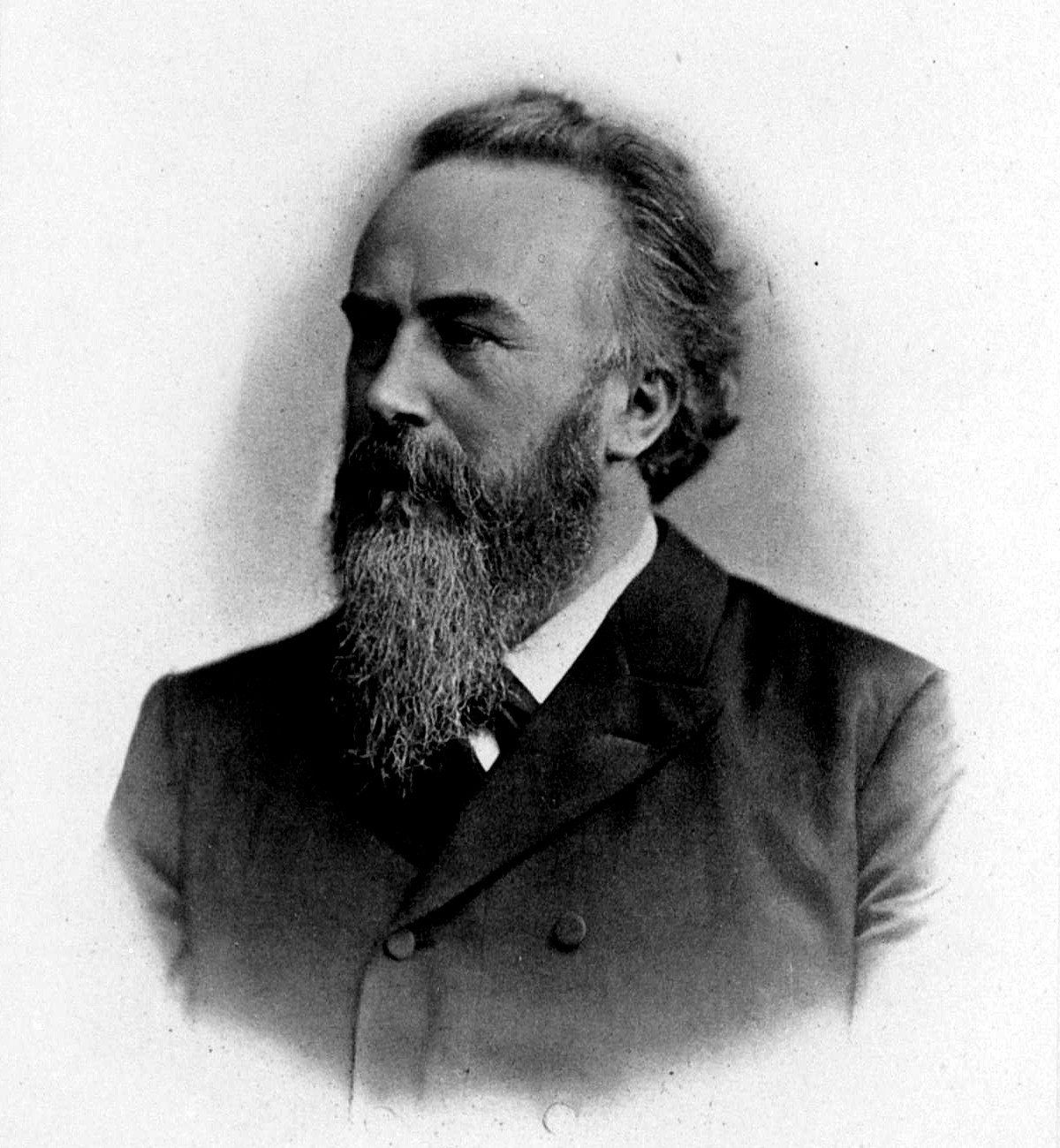
فیلیپ اسپیتا

جولیوس آگوست فیلیپ اسپیتا یا اشپیتا (به آلمانی: Julius August Philipp Spitta) (زاده ۲۷ دسامبر ۱۸۴۱ – درگذشته ۱۳ آوریل ۱۸۹۴) مورخ موسیقی و موسیقی‌شناس آلمانی بود که بیشتر به خاطر زندگی‌نامه‌ی یوهان سباستین باخ در سال ۱۸۷۳ شناخته می‌شود.

## زندگی
او در Wechold، در نزدیکی هویا به دنیا آمد. پدرش، هم‌نام او فیلیپ اسپیتا، یک الهی‌دان بود و مجموعه سرودهای پروتستانی را با عنوان مزامیر و چنگ (Psalter und Harfe) نوشت. اسپیتای کوچکتر در کودکی پیانو، ارگ بادی و آهنگسازی را آموخت. او از سال ۱۸۶۰در دانشگاه گوتینگن در رشته الهیات و لغت‌شناسی کلاسیک تحصیل کرد و در سال ۱۸۶۴با مدرک دکترا با پایان‌نامهای در مورد تاسیتوس (ساختار جمله در تاسیتوس، ۱۸۶۶) فارغ‌التحصیل شد.. زمانی که در دانشگاه بود، آهنگسازی می‌کرد، زندگینامه رابرت شومان را نوشت و با یوهانس برامس دوست شد. او به‌طور پیاپی در روال، زوندرسهاوزن و لایپزیگ، معلم یونان باستان و زبان لاتین شد و همزمان به دنبال علاقه خود درباب سخنرانی در مورد تاریخ موسیقی به‌طور کلی و یوهان سباستین باخ به‌طور خاص بود.
انتشار مطالعات او دربارهٔ باخ در سال ۱۸۷۳ آغاز شد و پس از آن در سال ۱۸۷۵ به عنوان استاد تاریخ موسیقی در دانشگاه برلین و سپس به عنوان مدیر اجرایی دانشگاه موسیقی برلین منصوب شد، که تا آخر عمر در آن پست باقی ماند. تعدادی از شاگردان او عبارتند از اسکار فلیشر، ماکس فریدلندر، کارل کربس، ماکس سیفرت، اگنس تشچولین، امیل ووگل، پیتر واگنر و یوهانس ولف. او یکی از اولین نشریات علمی موسیقی، فصلنامه موسیقی‌شناسی را با فردریش کرایساندر و گیدو آدلر در سال ۱۸۸۵تأسیس کرد و همچنین نقش مهمی در انتشار بناهای یادبود موسیقی آلمان داشت.

## کارها

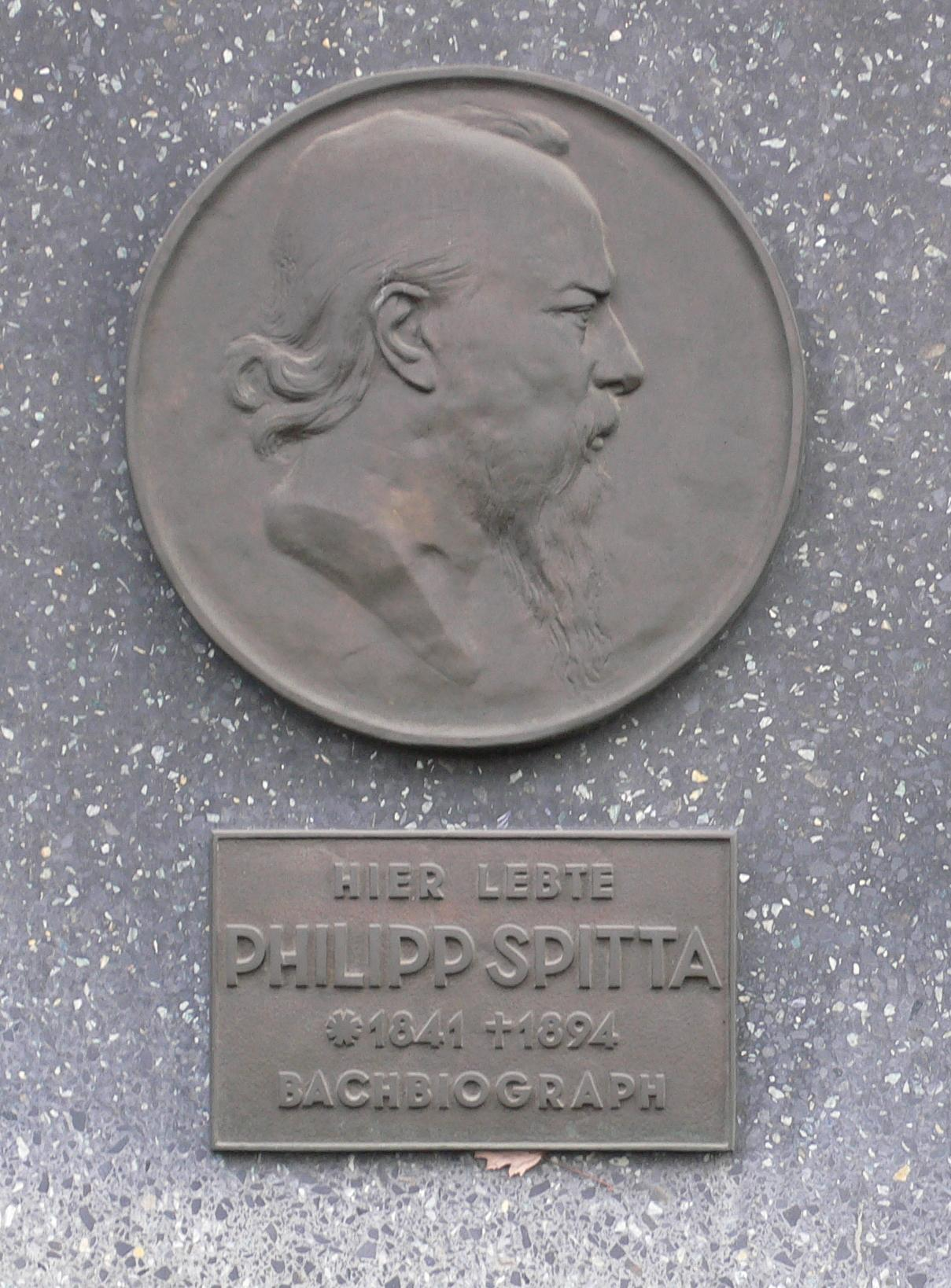
لوح یادبودی در برلین

او تأثیر زیادی در زمینه‌های جدید نقد تاریخی و موسیقی‌شناسی از خود بر جای گذاشت. آثار او دوره‌هایی از تاریخ موسیقی از اوایل قرون وسطی تا زمان خودش را در بر می‌گرفت و تحقیق، تدریس، نگارش و ویرایش نسخه‌های موسیقی را تا حد بسیار دقیقی از جمله استفاده از مطالعات منبع-انتقادی در بر می‌گرفت. او تحت تأثیر فلسفه نئوکانتی بود. او در زندگینامهٔ باخ خود، اولین مطالعه عمده دربارهٔ موسیقی کورال و کیبورد آلمانی قرن هفدهم (اوایل باروک) را نوشت.

### کتاب‌ها
بیشتر مقالات او بین کتابخانه دانشگاه موسیقی برلین، کتابخانه دولتی برلین و کتابخانه دانشگاه لودز تقسیم شده‌است. او مقالات علمی زیادی را به نشریات ادواری ارائه کرد و در سال ۱۸۸۶مقالاتی در مورد شومان، اسپونتینی و وبر برای فرهنگ لغت موسیقی و موسیقیدانان گروو نوشت.
- پرتره ای از رابرت شومان (لایپزیگ، ۱۸۶۲)
- یوهان سباستین باخ (لایپزیگ، ۱۸۸۰–۱۸۷۳، ۱۹۶۲؛ ترجمه انگلیسی: یوهان سباستین باخ. آثار و تأثیر او بر موسیقی آلمان، ۱۷۵۰- ۱۶۸۵(کلارا بل و جی فولر-میتلند، مترجم)، ۱۸۸۵–۱۸۸۴، ۱۸۹۹)
- دربارهٔ موسیقی (برلین، ۱۸۹۲) - ۱۶جستار
- مقالات تاریخ موسیقی (برلین، ۱۸۹۴) - مقالات گردآوری شده

### ویرایش‌ها
- دیتریش بوکسته هوده: Orgelwerke (لایپزیگ، ۱۸۷۷–۱۸۷۶)
- هاینریش شوتز: Sämtliche Werke (لایپزیگ، ۱۸۹۴–۱۸۸۵)
- فردریک کبیر: Musikalische Werke (لایپزیگ، ۱۸۸۹)

## برای مطالعهٔ بیشتر
- یو. شیلینگ: فیلیپ اسپیتا: زندگی و کار منعکس شده در مکاتبات او (کاسل، ۱۹۹۴) - شامل کتاب‌شناسی کاملی از نوشته‌های اسپیتا است.
- اچ. ریمان: فیلیپ اسپیتا و بیوگرافی باخ او (برلین، ۱۹۰۰)
- یوهانس برامز: مکاتبات شانزدهم (برلین، ۱۹۲۰) - حاوی مکاتبات برامس-اسپیتا است.
- دبلیو سندبرگر: تصویر فیلیپ اسپیتا از باخ: سهمی در تاریخ استقبال باخ در قرن نوزدهم (اشتوتگارت، ۱۹۹۷)
- «اسپیتا، جولیوس آگوست فیلیپ». دانشنامهٔ آمریکایی. ۱۹۲۰